# 郁金
郁金（学名：Curcuma aromatica）为姜科姜黄属下的一个种。

## 延伸阅读
[在维基数据编辑]
 《欽定古今圖書集成·博物彙編·草木典·鬱金部》，出自陈梦雷《古今圖書集成》
 《植物名實圖考·鬱金》，出自吳其濬《植物名實圖考》